# Gisela av Bayern

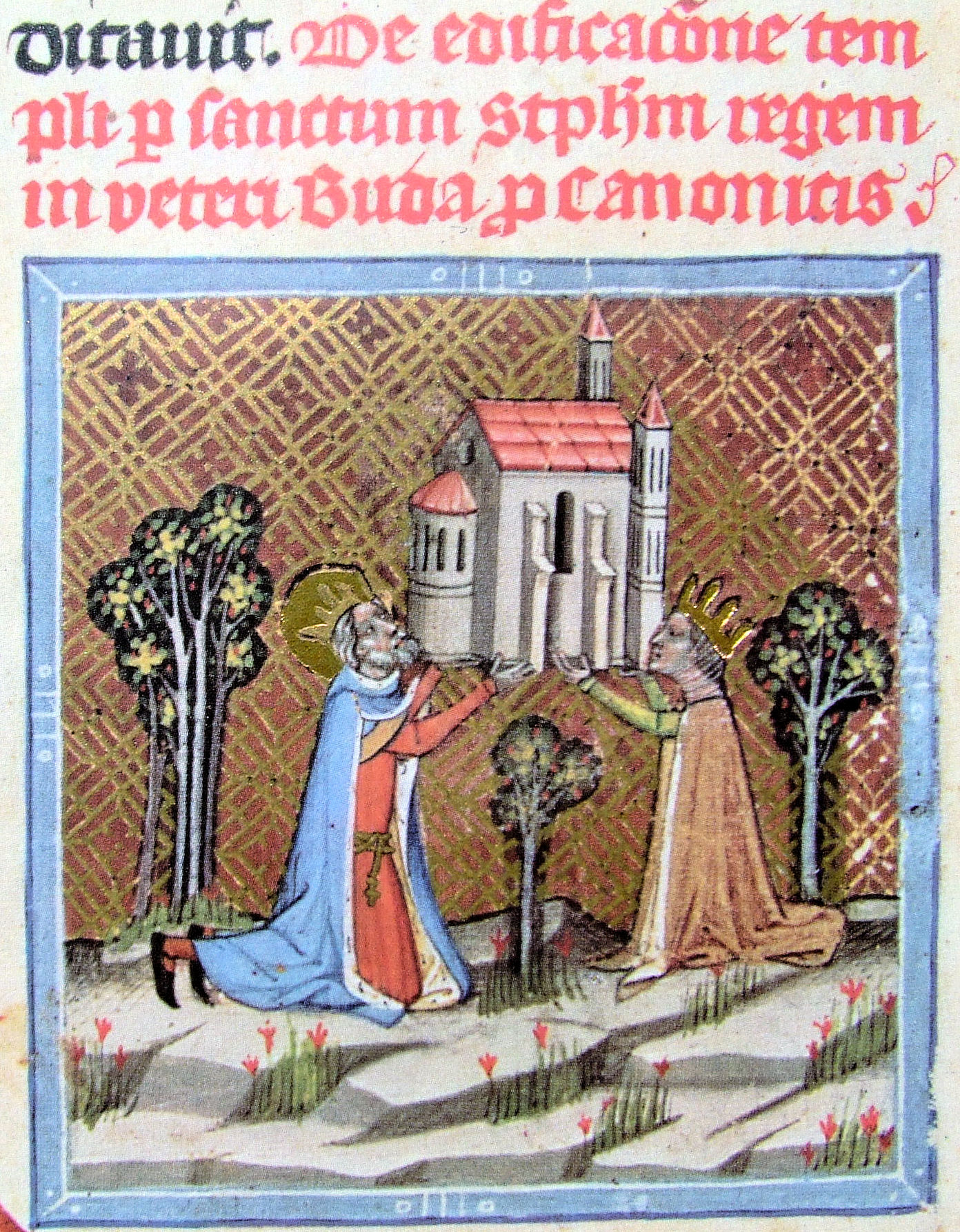
Stefan och Gisela, illustration från Chronicon Pictum

Gisela av Bayern, född 985, död 7 maj 1065, är ett ungerskt romersk-katolskt helgon. Hon var Ungerns första drottning genom sitt äktenskap med kung Stefan I av Ungern. 
Hon var dotter till hertig Henrik II av Bayern och Gisela av Burgund. Äktenskapet arrangerades som ett led i Ungerns politik att öppna sig mot västerlandet, och vigseln ägde rum 995 eller 1008. Som drottning deltog Gisela i kristningen av Ungern. Efter Stefans död 1038 tvingades hon lämna landet. Hon bosatte sig då i klostret Niedernburg i Passau. Ett försök gjordes att helgonförklara Gisela under 1700-talet, men hon blev inte saligförklarad förrän år 1975. 